# Symphonie no 3 de Joseph Haydn
Pour les articles homonymes, voir Symphonie no 3.

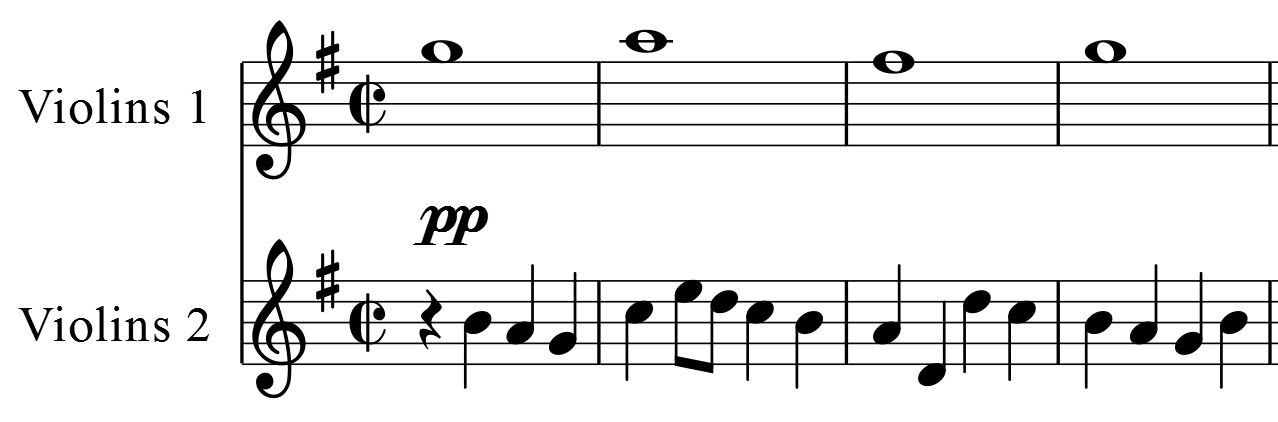
"Symphonie n° 3" de Joseph Haydn.

La Symphonie no 3 en sol majeur Hob. I:3 est une symphonie du compositeur autrichien Joseph Haydn, composée entre 1760 et 1762.

## Analyse de l'œuvre
La symphonie comporte quatre mouvements:
1. Allegro
2. Andante moderato
3. Menuet
4. Allegro

Durée approximative : 18 minutes.

## Instrumentation
- deux hautbois, un basson, deux cors, cordes, continuo.